# Étang de l'Épinoche
L'étang de l'Épinoche  est un étang de six hectares faisant partie d'une zone naturelle protégée située à Montesson dans le département des Yvelines. Il fait partie du parc départemental de la Boucle de Montesson.

## Statut
Le site fait partie de la ZNIEFF de type I des ballastières de Montesson, classée sous le numéro n°110001487.

## Faune

### Oiseaux
130 espèces d'oiseaux ont été observées sur le site entre 1984 et 1995 lors d'une étude du Centre ornithologique de la région Île-de-France (CORIF). 
60 espèces, dont 46 protégées, nichent sur l'étang et ses environs (soit 38 % des espèces nicheuses d'Île-de-France). Une part importante des espèces nicheuses est répertoriée comme étant assez commune à très rare en Île-de-France, comme le Blongios nain et la Rousserolle turdoïde.
Cette diversité ornithologique s'explique par la grande variété des milieux sur le site et ses abords : bois, friches, pelouse rases, milieux aquatiques… 
La nidification est une étape importante dans le cycle de vie des oiseaux et correspond à la période où l'avifaune est la plus dépendante de la qualité des milieux. Ainsi, l'étang de l'Épinoche qui constitue un lieu de passage et de stationnement hivernal, prend toute son importance au niveau ornithologique.

### Flore
Le site possède la plus grande phragmitaie (roseaux) connue dans le Val de Basse Seine (environ deux hectares). 

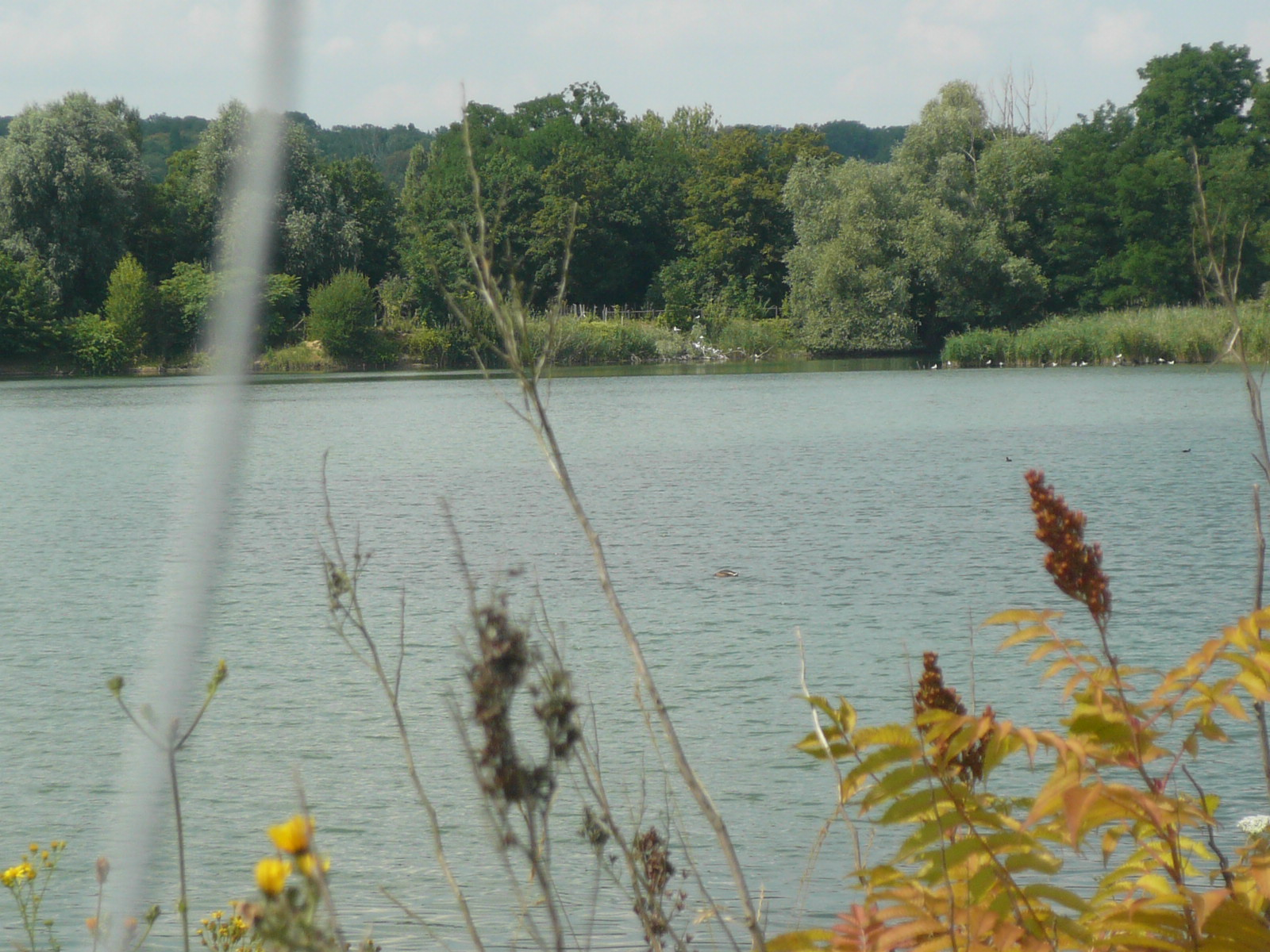
L'Étang de l'Épinoche